# 名和田我空
名和田 我空（なわた がく、2006年7月29日 - ）は、宮崎県都城市出身のサッカー選手。Jリーグ・ガンバ大阪所属。ポジションはミッドフィールダー、フォワード 。

## 来歴

### クラブ
中学は、サッカーの強豪校である神村学園中等部に進学。全国中学校サッカー大会で優勝し、得点王を受賞した。高等部へ進学後は、10番や神村学園のエースナンバーである14番を背負い、3年時にはキャプテンを務めるなどチームを牽引した。
2024年12月15日、2025シーズンよりガンバ大阪へ加入内定したことが発表された。2月14日、セレッソ大阪との開幕戦でスタメン出場しJデビューを飾る。

### 代表
2023年には、6月にU-17日本代表としてAFC U17アジアカップ2023に参加。決勝では韓国相手にチームを勝利に導く2ゴールを決め、優勝。個人としても大会MVPと大会得点王を受賞し、英紙ガーディアンに「2006年生まれの最高のサッカー選手60人」の一人に選ばれた。同年11月には、2023 FIFA U-17ワールドカップのメンバーに招集された。決勝トーナメント1回戦のスペイン戦では前半40分に同点ゴールを決めたが、74分に勝ち越しゴールを決められてベスト16止まりとなった。

## 所属クラブ
- 木之川内SC (現・バッサゾール都城SC)
- 2019年 - 2021年 神村学園中等部
- 2022年 - 2024年 神村学園高等部
- 2025年 -  ガンバ大阪

## 個人成績
| 国内大会個人成績 | 国内大会個人成績 | 国内大会個人成績 | 国内大会個人成績 | 国内大会個人成績             | 国内大会個人成績 | 国内大会個人成績 | 国内大会個人成績 | 国内大会個人成績 | 国内大会個人成績 | 国内大会個人成績 | 国内大会個人成績 |
| 年度             | クラブ           | 背番号           | リーグ           | リーグ戦                     | リーグ戦         | リーグ杯         | リーグ杯         | オープン杯       | オープン杯       | 期間通算         | 期間通算         |
| 年度             | クラブ           | 背番号           | リーグ           | 出場                         | 得点             | 出場             | 得点             | 出場             | 得点             | 出場             | 得点             |
| 日本             | 日本             | 日本             | 日本             | リーグ戦                     | リーグ戦         | リーグ杯         | リーグ杯         | 天皇杯           | 天皇杯           | 期間通算         | 期間通算         |
| ---------------- | ---------------- | ---------------- | ---------------- | ---------------------------- | ---------------- | ---------------- | ---------------- | ---------------- | ---------------- | ---------------- | ---------------- |
| 2025             | G大阪            | 38               | J1               |                              |                  |                  |                  |                  |                  |                  |                  |
| 通算             | 日本             | 日本             | J1               | \|\|\|\|\|\|\|\|\|\|\|\|\|\| |                  |                  |                  |                  |                  |                  |                  |
| 総通算           | 総通算           | 総通算           | 総通算           | \|\|\|\|\|\|\|\|\|\|\|\|\|\| |                  |                  |                  |                  |                  |                  |                  |

| 国際大会個人成績 | 国際大会個人成績 | 国際大会個人成績 | 国際大会個人成績 | 国際大会個人成績 |
| 年度             | クラブ           | 背番号           | 出場             | 得点             |
| AFC              | AFC              | AFC              | ACL              | ACL              |
| ---------------- | ---------------- | ---------------- | ---------------- | ---------------- |
| 2025/26/2        | G大阪            | 38               |                  |                  |
| 通算             | AFC              | AFC              |                  |                  |

- Jリーグ初出場 - 2025年2月14日 J1第1節 vsセレッソ大阪（パナソニックスタジアム吹田）

## 代表歴
- U-17日本代表
  - AFC U17アジアカップ（2023年）
  - FIFA U-17ワールドカップ（2023年）
- U-22Jリーグ選抜（2025年）
- U-20Jリーグ選抜（2025年）

## タイトル

### クラブ
神村学園中等部
- 全国中学校サッカー大会：1回（2021年）
- 鹿児島県中学校総合体育大会・鹿児島県中学校サッカー競技大会：2回（2019年、2021年）
- 高円宮杯JFA U-15サッカーリーグ・鹿児島県チェストリーグ1部：2回（2019年、2021年）
- KYFA九州ユースU-15サッカー選手権大会：2回（2019年、2021年）
- 九州中学校サッカー競技大会：1回（2021年）
- KYFA九州中学校U-14サッカー大会：1回（2021年）
- KFA鹿児島県中学校U-14サッカー大会：2回（2019年、2021年）

神村学園高等部
- 全国高校サッカー選手権鹿児島県大会：2回（2022年、2023年）
- 高円宮杯JFAU-18サッカープリンスリーグ九州：1回（2022年）
- 鹿児島県高等学校総合体育大会：2回（2022年、2023年）

### 代表
U-17日本代表
- AFC U17アジアカップ：1回（2023年）

U-20Jリーグ選抜
- インターナショナル・ユース・インビティショナル・フットボール・カップ・at KTSP June：1回（2025年）

### 個人
- 全国中学校サッカー大会得点王：2021年
- AFC U17アジアカップ得点王：2023年
- AFC U17アジアカップ最優秀選手：2023年
- インターナショナル・ユース・インビティショナル・フットボール・カップ・at KTSP June得点王：2025年